# Enstatyt
Enstatyt – minerał z gromady krzemianów, zaliczany do grupy piroksenów. Minerał bardzo pospolity i szeroko rozpowszechniony. 
Nazwa pochodzi od gr. enstates = przeciwnik (antagonista); nawiązuje do dużej odporności tego minerału na wysoką temperaturę.

## Właściwości
Bardzo rzadko tworzy prawidłowo wykształcone kryształy tabliczkowe, płytkowe czy słupkowe. Przeważnie występuje w skupienach ziarnistych, zbitych, blaszkowych lub w formie pojedynczych ziarn w skale. Czasami tworzy agregaty. Jest kruchy, przezroczysty, czasami wykazuje efekt kociego oka, rzadziej asteryzm sześciopromiennej gwiazdy (enstatyt gwiaździsty). Często zawiera żelazo (ok. 10% Fe2Si2O6) i chrom (enstatyt chromowy). Tworzy roztwór stały piroksenów rombowych: enstatyt – ferrosilit: członami pośrednimi są bronzyt i hipersten.

## Występowanie
Częsty składnik skał magmowych, głównie norytów, piroksenitów, perydotytów, harzburgitów, gabr i bazaltów. Rzadziej bywa spotykany w sjenitach, melafirach, andezytach, dacytach, pegmatytach. Występuje także w skałach metamorficznych i w aluwiach rzecznych. Występuje niekiedy w meteorytach (chondytach – np. chondrytach enstatytowych, achondrytach –przykładem achondrytu enstatytowego jest Zakłodzie).
Miejsca występowania: Niemcy – Eifel, Bellerberg, Szwajcaria, Irlandia, USA, Birma, Indie, Japonia, Rosja, Brazylia, Meksyk, Wielka Brytania, Madagaskar.
W Polsce spotykany jest w trzeciorzędowych bazaltach Dolnego Śląska (okolice Zgorzelca, Lubania, Jeleniej Góry). Występuje w skałach północno-wschodniej Polski (okolice Suwałk). 

## Zastosowanie
- ma znaczenie naukowe,
- atrakcyjny i poszukiwany kamień kolekcjonerski,
- kamień ozdobny i jubilerski.